# Amédée Ozenfant

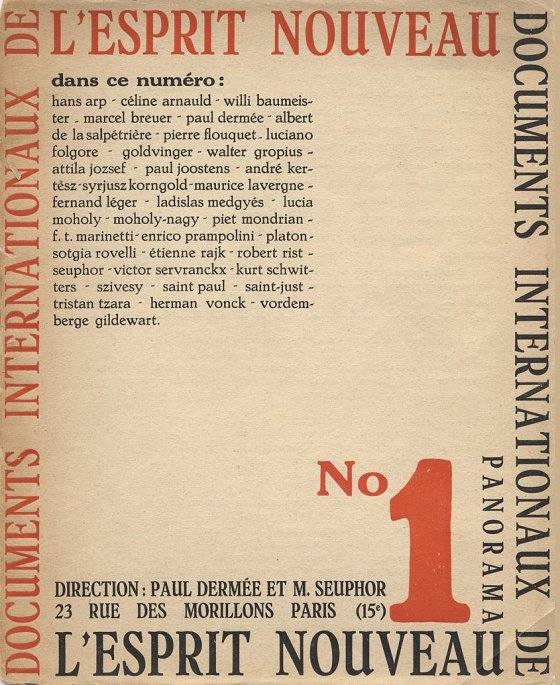
Espirit Nouveau Cover, prima copia creata da Ozenfant

Amédée Ozenfant (San Quintino, 15 aprile 1886 – Cannes, 4 maggio 1966) è stato un pittore e teorico d'arte francese, fondatore con Le Corbusier del movimento artistico del XX secolo noto come Purismo.

## Biografia
Ozenfant studiò arte nella città natale; nel 1906 si recò a Parigi per seguire corsi di pittura e architettura all'Académie de La Palette, dove fu influenzato dal Puntinismo. Si appassionò al Cubismo, e nel 1915 fondò con Max Jacob e Guillaume Apollinaire la rivista L'Élan nella quale si dibattevano i principi del movimento. Verso il 1917 Ozenfant cominciò a manifestare delusione per il Cubismo, in quanto aveva la sensazione che questo movimento avesse sacrificato la purezza e il rigore delle origini e fosse diventato un mero veicolo di orpelli decorativi. In collaborazione con Le Corbusier venne formulato, e l'anno successivo pubblicato, il manifesto di quello che venne chiamato "Purismo" nel saggio "Après le Cubism" (Oltre il Cubismo). Nel 1919 i due, con il poeta Paul Dermée e Albert Gleizes, fondarono la rivista di avanguardia artistica L’Esprit Nouveau destinata a discutere sulle origini e sui possibili sbocchi dell'arte contemporanea. Il lavoro definitivo di Ozenfant su questo argomento fu il saggio l'Art in due volumi pubblicato nel 1928. Dal 1931 a 1938 lavorò a una grande composizione figurativa in stile purista intitolata "Vita", oggi nel Musée national d'Art moderne – Centre Georges Pompidou (MNAM).
Ozenfant si trasferì a Londra nel 1935; nel 1938 emigrò a New York dove fondò la "Ozenfant School of Fine Arts", l'accademia fu fondata inizialmente a Londra e solo successivamente spostata negli Stati Uniti. In seguito venne indagato nel 1951 da Joseph McCarthy e fu espulso dagli Stati Uniti d'America ritornando in Francia nel 1955.
Come teorico dell'arte Ozenfant anticipò i principi di ordine, razionalità e precisione e fu l'araldo di un nuovo classicismo basato sull'estetica della tecnica moderna. Nella sua pittura sono evidenti chiarezza, serenità ed economia di mezzi; nelle sue nature morte gli oggetti sono ridotti a figure piane di colori in una rigida struttura architettonica.

## Opere

### Dipinti
- "Bouteille, pipe et livres" (Bottiglia, pipa e libri), 1918, olio su tela, 73 x 60 cm, Museo di Grenoble
- "Guitare et bouteilles" (Chitarra e bottiglie), 1920, collezione Peggy Guggenheim
- "Composition puriste" (Composizione purista), 1923, collezione Laroche
- "La Grotte aux Baigneuses" (La grotta delle bagnanti), 1931
- "Vie biologique" (Vita biologica), 1931-1938, Musée national d'Art moderne
- "Après l'orage sur l'Hudson" (Dopo il temporale sull'Hudson)
- "Le Lac aux voiles" (Lago con vele), 1959
- "Vie" (Vita), Musée national d'Art moderne

### Scritti
- Amédée Ozenfant e Charles-Edouard Jeanneret, Après le Cubisme, Paris : Edition des Commentaires, 1918 (riproduzione facsimile, con presentazione di Carlo Olmo, nell'edizione di Torino : Bottega d'Erasmo, 1975)
- Amédée Ozenfant e Charles-Edouard Jeanneret, La peinture moderne. Paris : Cres & c., 1925 (edizione in lingua italiana: Sulla pittura moderna. Trad. di Irene Alessi, Milano : C. Marinotti, ISBN 88-8273-054-9, 2004)
- Amedee Ozenfant, Art (Vol. I:  Bilan des arts modernes en France - Vol. II: Structure d'un nouvel esprit). Paris : J. Budry & C., 1928
- Amedee Ozenfant, Tour de Grece, Paris : Hachette, 1938
- Amedee Ozenfant, Memoires, 1886-1962; avant-propos de Katia Granoff; introduction de Raymond Cogniat. Paris : Seghers, 1968